# Ashfield, Massachusetts
Ashfield är en kommun (town) i Franklin County i delstaten Massachusetts, USA med 1 737 invånare (2010). Den har enligt United States Census Bureau en area på 104 km².

## Kända personer från Ashfield
- Cecil B. DeMille, filmregissör och producent
- G. Stanley Hall, psykolog och pedagog